# Rachael Marshall (paralímpica)
Rachael Marshall es una deportista trinitense que compitió en atletismo adaptado y natación adaptada. Ganó tres medallas en los Juegos Paralímpicos de Nueva York y Stoke Mandeville 1984.

## Palmarés internacional
| Juegos Paralímpicos | Juegos Paralímpicos                              | Juegos Paralímpicos | Juegos Paralímpicos |
| Año                 | Lugar                                            | Medalla             | Prueba              |
| ------------------- | ------------------------------------------------ | ------------------- | ------------------- |
| 1984                | Nueva York (EE. UU.) Stoke Mandeville (R. Unido) | Medalla de oro      | Jabalina L5         |
| 1984                | Nueva York (EE. UU.) Stoke Mandeville (R. Unido) | Medalla de oro      | Peso L5             |

| Juegos Paralímpicos | Juegos Paralímpicos                              | Juegos Paralímpicos | Juegos Paralímpicos |
| Año                 | Lugar                                            | Medalla             | Prueba              |
| ------------------- | ------------------------------------------------ | ------------------- | ------------------- |
| 1984                | Nueva York (EE. UU.) Stoke Mandeville (R. Unido) | Medalla de bronce   | 100 m libre L6      |